# شووی
شووی (به لاتین: Şuvi) یک منطقه مسکونی در جمهوری آذربایجان است که در شهرستان آستارا واقع شده‌است. شووی ۱۰۷۲ نفر جمعیت دارد.
نام پیشین این روستا کندیوان (Kəndivan) بود.